# Peter-Christian Fueter
Peter-Christian Fueter (ausgesprochen [fuətər]; * 28. Dezember 1941 in Zürich) ist ein Schweizer Filmproduzent.

## Leben
Peter-Christian Fueter studierte bis 1966 Germanistik und Theaterwissenschaften. Nach seinem Studienabbruch war er zunächst Regieassistent an internationalen Sprech- und Opernbühnen. 1966 trat er in die Firma seines berühmten Vaters Heinrich Fueter ein und war als Aufnahme-, Produktionsleiter, Produzent und Geschäftsführer für die Condor Films tätig.
Ab 1972 produzierte er Wirtschafts- und Dokumentarfilme, später TV-Shows, TV-Serien und Kinospielfilme. 1998 stieg Condor Films auf Geheiss der damaligen Mehrheitsaktionärin TA-Media aus dem riskanten Spielfilmgeschäft aus. Fueter gründete deshalb 1999 mit den Condor-Produzenten Peter Reichenbach und Edi Hubschmied die C-FILMS AG, der er bis 2010 vorstand. In dieser Funktion produzierte er die Schweizer Soap „Lüthi und Blanc“. Daneben betreute er regelmässig weiterhin Kino- und Fernsehspielfilme, so etwa „Grounding – Die letzten Tage der Swissair“ oder als Koproduzent „Mein Name ist Eugen“.
Nicht nur Fueters Vater war ein Künstler, seine Mutter Anne-Marie Blanc galt als die „Grande Dame“ des Schweizer Films. Und seine Kinder Tobias und Benjamin sind als Regisseur bzw. Schauspieler in derselben Branche tätig.

## Leistung
Zwischen 1966 und 1985 erhielt Fueter hunderte von nationalen und internationalen Auszeichnungen für Corporate- und Dokumentarfilme sowie für TV-Shows und Kinofilme. Zwischen 1986 und 2000 wurden seine Projekte unter anderem an den Festivals von Berlin, Cannes, Venedig, Karlovy Vary, Moskau, Annecy, Locarno und New York ausgezeichnet.
1991 erhielt Fueter für Reise der Hoffnung von Xavier Koller einen Oscar in der Kategorie „Best Foreign Language Film“.

## Filmografie (Auswahl)
Kinofilme
- 1988 „Klassezämekunft“ von Walter Deuber und Peter Stierlin
- 1989 „Tennessee Nights“ von Nicolas Gessner
- 1990 „Reise der Hoffnung“ von Xavier Koller
- 1994 „Der grüne Heinrich“ von Thomas Koerfer
- 1997 „The Dybbuck of the Holy Apple Field“ von Yossi Somer
- 2000: Azzurro (Azzurro) von Denis Rabaglia
- 2004 „Mein Name ist Eugen“ von Michael Steiner
- 2005 „Grounding – Die letzten Tage der Swissair“ von Michael Steiner

Fernsehfilme
- 1994 „5 Stunden Angst“ (RTL)
- 1995 „In uns die Hölle“ (Sat.1)
- 1997 „Die Babysitterin“ (RTL)
- 1999 „Spuren im Eis - Eine Frau sucht die Wahrheit“ (Sat.1 / SF DRS) (Koproduzent)
- 2000 „Das Mädchen aus der Fremde“ von Peter Reichenbach (SF DRS) (Koproduzent)
- 2003 „Haus ohne Fenster“ von Peter Reichenbach (SF DRS)
- 2004 „Alles wegen Hulk“ von Peter Reichenbach (SF DRS)

Fernsehserien
- 1993 „Eurocops“ (SRG), 13x52'
- 1996 „Die verlorene Tochter“ (Sat.1), 2x120'
- 2001 „Die Manns - Ein Jahrhundertroman“ von Heinrich Breloer (Koproduzent)
- 2003 „Flamingo“ (SF DRS), 12x25'

Fernsehdokumentationen
- 2002 „Shattered Dreams of Peace“ von Dan Setton, 3 Folgen
- 2003 „In the Name of God“ von Dan Setton

Fernseh-Sitcoms
- 1995 „Tobias“ (SRG), 20x25'
- 1997 „Boxershorts“ (TSI), 20x25'

Fernseh-Soaps
- 1999–2007 „Lüthi und Blanc“ 252x25'

## Nachweise
1. ↑  Hans Bickel, Christoph Landolt: Duden. Schweizerhochdeutsch. Wörterbuch der Standardsprache in der deutschen Schweiz. Hrsg. vom Schweizerischen Verein für die deutsche Sprache. Dudenverlag, Mannheim/Zürich 2012, S. 88.

| Personendaten    | Personendaten           |
| ---------------- | ----------------------- |
| NAME             | Fueter, Peter-Christian |
| KURZBESCHREIBUNG | Schweizer Filmproduzent |
| GEBURTSDATUM     | 28. Dezember 1941       |
| GEBURTSORT       | Zürich                  |